# Cantonul Chinon
Cantonul Chinon este un canton din arondismentul Chinon, departamentul Indre-et-Loire, regiunea Centru, Franța.

## Comune
- Avoine
- Beaumont-en-Véron
- Candes-Saint-Martin
- Chinon (reședință)
- Cinais
- Couziers
- Huismes
- Lerné
- Marçay
- Rivière
- La Roche-Clermault
- Saint-Germain-sur-Vienne
- Savigny-en-Véron
- Seuilly
- Thizay